# Liste der Naturdenkmale in Alzey
Die Liste der Naturdenkmale in Alzey nennt die im Gemeindegebiet von Alzey ausgewiesenen Naturdenkmale (Stand 17. Februar 2024).

## Naturdenkmale
| Nr.         | Bezeichnung                             | Lage                                                           | Beschreibung                                                                                                  | Bild                                    |
| ----------- | --------------------------------------- | -------------------------------------------------------------- | --- | --------------------------------------- |
| ND-7331-380 | Platane                                 | Spießgasse, bei Nr. 88 Lage                                    | Platanus sp.                                                                                                  | Direkt Bild zu diesem Denkmal hochladen |
| ND-7331-412 | Geologischer Aufschluss Im Zeilstück    | Weinheim, nordwestlich des Ortes; Flur Zeilstück Lage          | flächenhaftes Naturdenkmal, ca. 0,45 ha; geologische und paläontologische Fundstätte, tertiäre Brandungsküste | Direkt Bild zu diesem Denkmal hochladen |
| ND-7331-417 | Geologischer Aufschluss An der Neumühle | Weinheim, südlich des Ortes; Flur An der alten Steinkaute Lage | flächenhaftes Naturdenkmal, ca. 0,3 ha; tertiäre Brandungsküste                                               | Direkt Bild zu diesem Denkmal hochladen |
| ND-7331-453 | Maulbeerbaum am Alzeyer Schloss         | Kästrich, bei Nr. 15 Lage                                      | Morus nigra                                                                                                   | Direkt Bild zu diesem Denkmal hochladen |

## Ehemalige Naturdenkmale
| Nr.         | Bezeichnung                                         | Lage                                                     | Beschreibung                                                                                                   | Bild                                    |
| ----------- | --------------------------------------------------- | -------------------------------------------------------- | --- | --------------------------------------- |
|             | Baumgruppe im Schlosshof                            | Kästrich, im Schlosshof Lage                             | Acer sp., Betula pendula und Ginkgo biloba, mehrere Bäume; Rechtsverordnung aufgehoben                         | Fotos hochladen                         |
|             | Park Graf                                           | Am Herdry Lage                                           | Populus alba und Platanus sp., mehrere Bäume; flächenhaftes Naturdenkmal; Rechtsverordnung aufgehoben          | Direkt Bild zu diesem Denkmal hochladen |
|             | Baumgruppe um die Töngesmühle                       | Vor der Töngesmühle Lage                                 | Populus sp., mehrere Bäume; Rechtsverordnung aufgehoben                                                        | Direkt Bild zu diesem Denkmal hochladen |
|             | Baumgruppe gegenüber der Kleinen Kirche             | Amtgasse, gegenüber Nr. 27/29 Lage                       | Ulmus minor, mehrere Bäume; Rechtsverordnung aufgehoben                                                        | Direkt Bild zu diesem Denkmal hochladen |
|             | Baumgruppe Am Alten Wall                            | Am Wall Lage                                             | Ulmus minor, mehrere Bäume; Rechtsverordnung aufgehoben                                                        | Direkt Bild zu diesem Denkmal hochladen |
|             | Baumgruppe um die evangelische Kirche               | Dautenheim, bei Brunnenstraße 43/45 Lage                 | Aesculus hippocastanum, mehrere Bäume; Rechtsverordnung aufgehoben                                             | Direkt Bild zu diesem Denkmal hochladen |
|             | Grube gegenüber der Würzmühle                       | Weinheim, östlich des Ortes an der L 406 Lage            | geologische Fundstätte des Tertiärs, heute verfüllt und teilweise überbaut; Rechtsverordnung aufgehoben        | Direkt Bild zu diesem Denkmal hochladen |
| ND-7331-373 | Standort der Wildrebe Vitis sylvestris              | Harpendenstraße, bei Nr. 22 Lage                         | Vitis vinifera subsp. sylvestris; Rechtsverordnung aufgehoben                                                  | Direkt Bild zu diesem Denkmal hochladen |
| ND-7331-456 | Parkanlage Ecke Friedrichstraße/Ernst-Ludwig-Straße | Friedrichstraße, Ecke Ernst-Ludwig-Straße Lage           | Tilia sp., Betula pendula und Acer sp., mehrere Bäume; flächenhaftes Naturdenkmal; Rechtsverordnung aufgehoben | Direkt Bild zu diesem Denkmal hochladen |
| ND-7331-463 | Strandstücke Auf dem Hahnberg                       | Weinheim, östlich des Ortes; Flur Heiliger Blutberg Lage | flächenhaftes Naturdenkmal; verfüllter geologischer Aufschluss; Rechtsverordnung aufgehoben                    | Direkt Bild zu diesem Denkmal hochladen |
| ND-7331-464 | Steilwand An der Trift                              | Weinheim, östlich des Ortes; Flur Hahnberg Lage          | flächenhaftes Naturdenkmal; tertiärer Meeresboden; Rechtsverordnung aufgehoben                                 | Direkt Bild zu diesem Denkmal hochladen |